# Kinnaird Head
Kinnaird Head (en Gaélique écossais An Ceann Àrd), est un cap de la mer du Nord sur la côté est de l'Écosse.
Il fait partie administrativement de la ville de Fraserburgh, dans l'Aberdeenshire.
Le château de Kinnaird, datant du XVIe siècle, a été converti en 1787 pour être utilisé comme phare de Kinnaird Head, le premier phare d'Écosse de la Northern Lighthouse Board.
Le château de Kinnaird et la Wine Tower voisine ont été décrits par W. Douglas Simpson (en) comme deux des Nine castles of the Knuckle (en), faisant référence au promontoire rocheux du nord-est de l'Aberdeenshire. Le phare est un bâtiment classé de catégorie A et la Wine Tower est un Scheduled monument. Les bâtiments autour de la base du phare sont l'œuvre de Robert Stevenson.

## Le Château
Le château de Kinnaird Head, également connu sous le nom de château de Fraserburgh et de château de Kinnairdshead, est commencé en mars 1570. Son constructeur est Alexander Fraser, 8e laird de Philorth (vers 1536-1623), qui transforme également le village de pêcheurs de Faithlie en bourg de Fraserburgh dans les années 1590. Cependant, la construction du château entraîne de telles dépenses qu'il est contraint de vendre le château de Philorth, ne demeure familiale.
Alexandre, 10e laird de Philorth, combat pour le roi à la bataille de Worcester (1651). Bien qu’il ait été grièvement blessé, il survit jusqu'à ses quatre-vingts ans. En 1669, il hérite du titre de Lord Saltoun (en) et, plus tard, il possède des appartements au château de Kinnaird. Les dernières personnes à résider dans le château sont Henrietta Fraser (1698-1751), fille du 12e Lord Saltoun, et son mari John Gordon de Kinellar (1684-1764).
En 1787, le château est loué aux administrateurs des Northern lights, qui le transforment en phare.
Conçue par Thomas Smith, la lampe est allumée pour la première fois le 1er décembre 1787. La structure est reconstruite dans les années 1820 et remplacée par un nouveau phare en 1991. Il abrite de nos jours le Musée des phares écossais, qui intègre le phare d'origine et un bâtiment moderne abritant des collections de lentilles et d'autres objets provenant de nombreux phares à travers l'Écosse.

## Wine tower

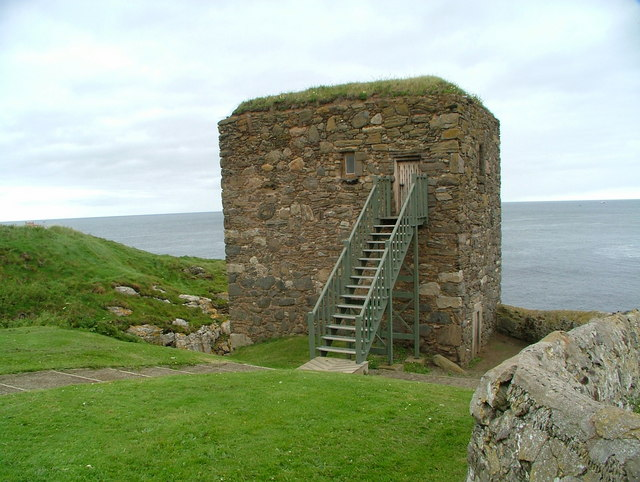
La Wine tower

Wine tower est une petite tour de trois étages située à environ 50 mètres du phare de Kinnaird Head. La tour est datée du XVIe siècle et peut avoir obtenu son nom grâce à son utilisation comme magasin associé au château. La tour est accessible par le deuxième étage et contient des pendentifs en pierre sculptés élaborés, apparemment le résultat de son utilisation comme chapelle secrète pour l'épouse catholique du protestant Alexander Fraser. D'après une légende, dans la grotte située en contrebas, un membre de la famille Fraser aurait emprisonné le petit ami de sa fille, le laissant s'y noyer. La fille a alors sauté du toit de la tour. Il y a de la peinture rouge sur les rochers en dessous pour illustrer son sang. Selon la tradition locale, la tour serait hantée.